# Hattingley Valley
Hattingley Valley ist der Name eines Weinguts in Alresford, Hampshire, Vereinigtes Königreich, das sich vor allem auf Schaumweine verschrieben hat. Das Weingut gehört zu den persönlichen Favoriten Hugh Johnsons, der die vier Jahre währende Hefelagerzeit und die Fassreife besonders herausstreicht.

## Geschichte
Im Jahr 2000 begann Simon Robinson, der Gründer und Quereinsteiger des Weingutes, Parzellen rund um das Weingut zu finden, die für den Weinbau geeignet erschienen und bepflanzte diese mit Weißen Rebsorten, die für die Schaumweinproduktion geeignet erschienen. Mit dem Jahrgang 2008 kamen die ersten Flaschen auf den Markt, für deren Stil die Önologin Emma Rice verantwortlich ist. Rice gehört zu den anerkanntesten Winzerinnen des Königreiches, hatte sie zuvor doch in 16 Jahren bereits 21 Ernten zu verantworten, viele davon in Kalifornien, Tasmanien, und Neuseeland. In den beiden Jahren 2014 und 2016 gewann sie den renommierten UK Winemakter of the Year als einzige Frau zweimal.
Hattingley Valley zählt mit seinen 25 ha Rebfläche zu den größten des Landes. Im Anbau sind Bacchus, Pinot Gris, Chardonnay sowie Pinot Noir und Pinot Meunier. Zum Inventar gehören mehr als 100 Edelstahltanks verschiedener Größe sowie an die 250 Barriquefässer, die mehrfach im Burgund belegt waren. Die eigene Abfüllanlage hat eine Kapazität von 1000 Flaschen pro Stunde. Zwei Drittel der Produktion von mehr als 500.000 Blancs de Blancs und Blancs de Noirs gehen in die Sektherstellung. Mit 15 % der Gesamtproduktion wird vor allem in die USA exportiert sowie in den australisch-asiatischen Raum, nach Skandinavien und in die Schweiz.